# UCD
UCD, user-centered design je přístup, kterým by se měli řídit vývojáři webových aplikací, ale i všichni výrobci produktů. Hlavní myšlenkou UCD je umístit uživatele do centra pozornosti při tvorbě výrobku nebo aplikace a soustředit se na jeho schopnost se v aplikaci orientovat. UCD hledá odpovědi na otázky o uživateli a o jeho potřebách a správný návrh a řešení.

## Typy otázek
1. Kdo je uživatelem našeho produktu?
2. Jaké jsou uživatelovy cíle?
3. Jaké má uživatel zkušenosti s naším nebo podobným produktem?
4. Jaké funkce bude uživatel vyžadovat?
5. Jaké informace uživatel hledá a v jaké formě by je měl nalézt?
6. Jak si uživatel představuje, že produkt pracuje? atd.…

Má náš produkt skutečně nějakou užitnou hodnotu?
Pro UCD je také důležitá otázka toho,zda funkce, informace a ostatní části našeho produktu skutečně splňují to, co uživatel očekává.
Je náš produkt skutečně použitelný?
Použitelnost se spojuje s tím, zda je produkt navržen v konceptu “ease-of-use“ neboli snadný k použití. Tento koncept není často snadný pro implementaci, nicméně je velice důležitý.

## Hlavní pravidla UCD pro webové prezentace
1) Snadná přehlednost – Snadná přehlednost pomůže vytvořit uživateli představu o
tom, kde se nachází a co se stane pokud provede nějakou určitou akci. Důležité prvky
musí být nepřehlédnutelné. Uživatel by měl být schopen pouze letmým pohledem na
stránku zjistit, jaké se mu nabízejí možnosti.
2) Načítání paměti – Stránky by se měly rychle načítat. Zobrazované prvky, které se na
stránkách opakují by měly být smysluplné a měly by si zachovat stejný vzhled (např.
tlačítko “zpět“ by mělo vypadat pokaždé stejně). Toto snadno vyřeší použití CSS.
3) Odezva – Stejně jako u 3. Newtonova zákona, i zde platí, že každá akce vyvolá reakci.
Pokud, tedy uživatel nějakou akci vykoná, měl by okamžitě obdržet informaci o tom,
co se událo. Například pokud zmáčkne tlačítko, mělo by se na obrazovce něco změnit,
aby si byl uživatel jistý, že systém zmáčknutí registroval.
4) Snadná přístupnost – Uživatelé potřebují informaci nalézt rychle, ne se zdlouhavě
proklikávat skrz složitou strukturu stránek. Proto by mu měly být nabídnuty tyto
výhody:

a. Snadný způsob, jak se k informaci dostat (různé navigační možnosti,
vyhledávání atd.). Nic se ale nesmí přehánět, proto těchto možností
usnadnění přístupu nesmí být zbytečně mnoho.

b. Shromáždění informací po menších částech a jejich uspořádání v nějakém
logickém schématu nebo hierarchii smysluplné pro uživatele.

c. Získání informací pouhým prolétnutím stránek. Uživatel by měl získat
informace už po krátkém nahlédnutí na stránky, aniž by musel něco
zdlouhavě číst.
5) Orientace / Navigace – Často se uživatelé cítí na stránkách ztraceni. Možností jak se
tomuto pocitu vyhnout je několik:

a. Odkazy na stránkách by měly být výstižné, aby uživatel mohl předvídat, co po
kliknutí nalezne.

b. Uživatel by měl být schopen zobrazit strukturu stránek.

c. Uživatel by se neměl ocitnout na “dead-end” stránce, neboli stránce, ze které
se nemůže nikam dostat.

d. Každá stránka by měla obsahovat nějaké viditelné prvky, prozrazující kde se
uživatel právě nalézá a jak se může dostat na další stránky. Ne vždy se totiž
uživatel na naše stránky dostane přes úvodní stránku (např. pokud se na
stránky dostane přes vyhledávač).

e. Vyřešit možné problémy s tlačítkem “zpět“ v prohlížeči. Zhruba 60% uživatelů
totiž používá toto tlačítko jako klíčové tlačítko navigace, což může
v některých případech způsobit problémy.
6) Čitelnost – Text by měl být snadno čitelný:

a. Bezpatkové písmo je snazší pro přečtení, nežli patkové písmo, obzvláště
v hlavním textu stránky. [citace?!]

b. Písma s různými ornamenty se špatně čtou.

c. Kurzíva je hůř čitelná než normální text.

d. Text, který je příliš malý, nebo příliš velký se obtížně čte. Ideální velikost pro
bezpatkové písmo je 9-11 bodů. Pro patkové pak velikost 11-12 bodů.
Nicméně se velikost písma u každého typu liší, proto je potřeba brát tyto
hodnoty pouze jako orientační.

e. Blok textu delší než 50 znaků výrazně zpomaluje čtení.

f. Vysoký kontrast mezi textem a pozadím výrazně zvyšuje čitelnost.
Nejčitelnější je tmavý text na světlém pozadí.
7) Jazyk – Z hlediska textového obsahu se doporučuje používat:

a. Krátké jednoduché věty.

b. Každodenní slova (slova, se kterými se člověk denně stýká, ne odborné
výrazy).

c. Slovesa v činném rodě.

Z důvodu celosvětové přístupnosti webových stránek v různých oblastech kultur je
potřeba psát text s rozvahou, aby nikoho neurážel. Je potřeba si dávat pozor na různé
metafory, idiomy, ikony nebo humor.
8) Design stránek – Design by se měl uživateli líbit a vyhovovat mu, proto je vhodné při
jeho tvorbě:

a. Zarovnat jednotlivé prvky stránky do mřížky.

b. Vytvořit stránky tak, aby byly něčím zajímavé.

c. Používat grafiku k ilustraci.

d. Pomoci s navigací.

e. Používat malé grafické prvky, které se budou snadno načítat.

f. Nejdůležitější prvky stránky udělat nejvýraznější.

g. Používat barvy, které uživatele nebudou rušit.

h. Používat volná místa (mezery), aby si uživatel mohl “odpočinout“ od textu.

## Jak navrhnout User-Centered webové stránky
Pro vytvoření stránek je potřeba zapojit uživatele do vývoje už na začátku tvorby
programátora. Příručky mohou poskytnout pouze obecné informace o interakci mezi
stránkami a uživatelem, ale to není dostačující. Je nutné zjistit, jak je uživatel spokojen
přímo s konkrétním webem.
Programátor může zapojit uživatele do vývoje těmito způsoby:

1) Vyslechne si jeho požadavky a zjistí jeho představu o návrhu.

2) Zapojí jej do vývoje designu stránek.

3) Nechá si od uživatele průběžně schvalovat a kritizovat výsledky své práce
např. při společném procházení stránek, společném sezení atd.

4) Nechá uživatele procházet stránky a sleduje jeho reakce.
Pro programátora je velice důležité seznámit se s cílovou skupinou, proto by měl znát odpovědi na otázky:

1) Jaké zkušenosti budou uživatelé mít s počítačem, s webem?

2) Jakým jazykem převážní uživatelé mluví a na jaké úrovni?

3) Jaký hardware/software budou uživatelé nejspíše používat?

4) Kolik bude potřeba učení k tomu, aby byli schopni se stránkami pracovat?

5) Jaké znalosti a zkušenosti již uživatelé mají?

6) Co uživatelé od stránek požadují a očekávají?
Důležité je nespokojit se s prvním návrhem a nechat se ovlivnit požadavky přicházejícími od uživatele.

Poslední doporučení se týká usability testování. To je důležité po celou dobu implementace
a mělo by probíhat stále dokola. Usability testování je jediný možný způsob,
jak dosáhnout spokojenosti uživatele s výsledkem programátorovy práce.